# Улья (река, впадает в Охотское море)
Улья — река на Дальнем Востоке России. Протекает по территории Хабаровского края (Аяно-Майский и Охотский районы). Длина реки — 325 км, площадь водосборного бассейна — 15 500 км². Впадает в Охотское море.
Река замерзает в конце октября — начале ноября и остаётся под ледяным покровом до мая. Питание снеговое и дождевое..

## Притоки
Объекты перечислены по порядку от устья к истоку.
- 34 км: река без названия
- 41 км: Калемкан
- 48 км: Чукманчан
- 57 км: Гырбыкан
- 68 км: Бурени
- 69 км: Амка
- 74 км: река без названия
- 82 км: река без названия
- 87 км: река без названия
- 87 км: Чулюлкан
- 93 км: Чуманькан
- 94 км: река без названия
- 101 км: Огрод
- 105 км: Чумачьканьджа
- 106 км: река без названия
- 121 км: Кальби
- 127 км: Аулан
- 128 км: река без названия
- 128 км: река без названия
- 132 км: Кунтакчан
- 134 км: Кадырчан
- 142 км: Хогонямнян
- 144 км: река без названия
- 145 км: Хэдылгычан
- 150 км: Няпота
- 152 км: Годзя
- 155 км: река без названия
- 159 км: Бирокчан
- 161 км: Ньяколмы
- 170 км: река без названия
- 176 км: Уенма
- 193 км: Неудачный
- 202 км: Кимани
- 206 км: Унтакчан
- 211 км: Наитанган
- 212 км: река без названия
- 216 км: река без названия
- 217 км: Возвратный
- 222 км: Таньянджа
- 227 км: Гавыни
- 231 км: Эйло
- 234 км: Укундьа
- 242 км: Аминдакаан
- 251 км: Дьокдокильо
- 256 км: река без названия
- 258 км: Айканда
- 264 км: Мал. Нерукчан
- 266 км: Нерукчан
- 268 км: река без названия
- 268 км: Некучан
- 271 км: Турманджа
- 275 км: Эйканда
- 278 км: Ульинская Кунганджа
- 284 км: Кунтикчан
- 295 км: река без названия
- 312 км: река без названия